# MX vs. ATV Untamed
MX vs. ATV: Untamed é mais um jogo da série MX vs. ATV, da THQ. No jogo, há diversas pistas e vários veículos para corrida na terra, com pistas ao ar livre, pistas cobertas, pistas maiores, entre outras. O jogo é muito bem feito e um do melhores dos gênero para PlayStation 2.